# Loro Piceno
Loro Piceno là một đô thị ở tỉnh Macerata ở vùng Marche, có vị trí cách khoảng 50 km về phía nam của Ancona và khoảng 15 km về phía nam của Macerata. Tại thời điểm ngày 31 tháng 12 năm 2004, đô thị này có dân số 2.501 người và diện tích là 32,5 km².
Đô thị Loro Piceno có các frazioni (các đơn vị trực thuộc, chủ yếu là các làng) San Valentino, San Lorenzo, và Varco.
Loro Piceno giáp các đô thị: Colmurano, Massa Fermana, Mogliano, Montappone, Petriolo, Ripe San Ginesio, Sant'Angelo in Pontano, Urbisaglia.